# Alexandre Boutlerov
Pour le cratère lunaire, voir Butlerov (cratère).
Alexandre Mikhaïlovitch Boutlerov (en russe : Александр Михайлович Бутлеров, ISO 9 : Aleksandr Mihajlovič Butlerov), né le 25 août 1828 (6 septembre dans le calendrier grégorien) à Tchistopol (gouvernement de Kazan, dans l'Empire russe) et mort le 5 août 1886 (17 août dans le calendrier grégorien) à Boutlerovka (gouvernement de Kazan), est un chimiste russe.

## Biographie
Alexandre Boutlerov poursuit ses études secondaires au gymnasium de Kazan, puis étudie la chimie de 1844 à 1849 à l'université impériale de Kazan. En 1854, il obtient un doctorat en chimie de l'université de Moscou. À partir de 1857, il est professeur de chimie à l'université impériale de Kazan. De 1868 à 1885, il est titulaire d'une chaire de chimie à l'université de Saint-Pétersbourg.
Il est l'un des créateurs de la théorie de la structure chimique, et le premier à introduire la double liaison dans les structures chimiques. Il a également découvert le méthanal et la réaction de formose (préparation d'oses synthétiques par polymérisation du méthanal).
Lors de la conférence de la Société russe de chimie de janvier 1878, A. P. Eltekov rapporte une nouvelle méthode de synthèse d'hydrocarbures de formule CnH2n. Boutlerov note que beaucoup de ces expériences ont été précédemment menées par Julia Lermontova, chimiste dans son laboratoire. Cette découverte devient plus tard intéressante lorsque la synthèse d'hydrocarbures hautement ramifiés est étudiée plus avant pour son intérêt dans la production industrielle de certains types de carburants. Ce processus sera plus tard connu sous le nom de réaction de Boutlerov – Eltekov – Lermontova.

## Hommages
Le cratère Boutlerov, situé sur la Lune, est nommé en son honneur.

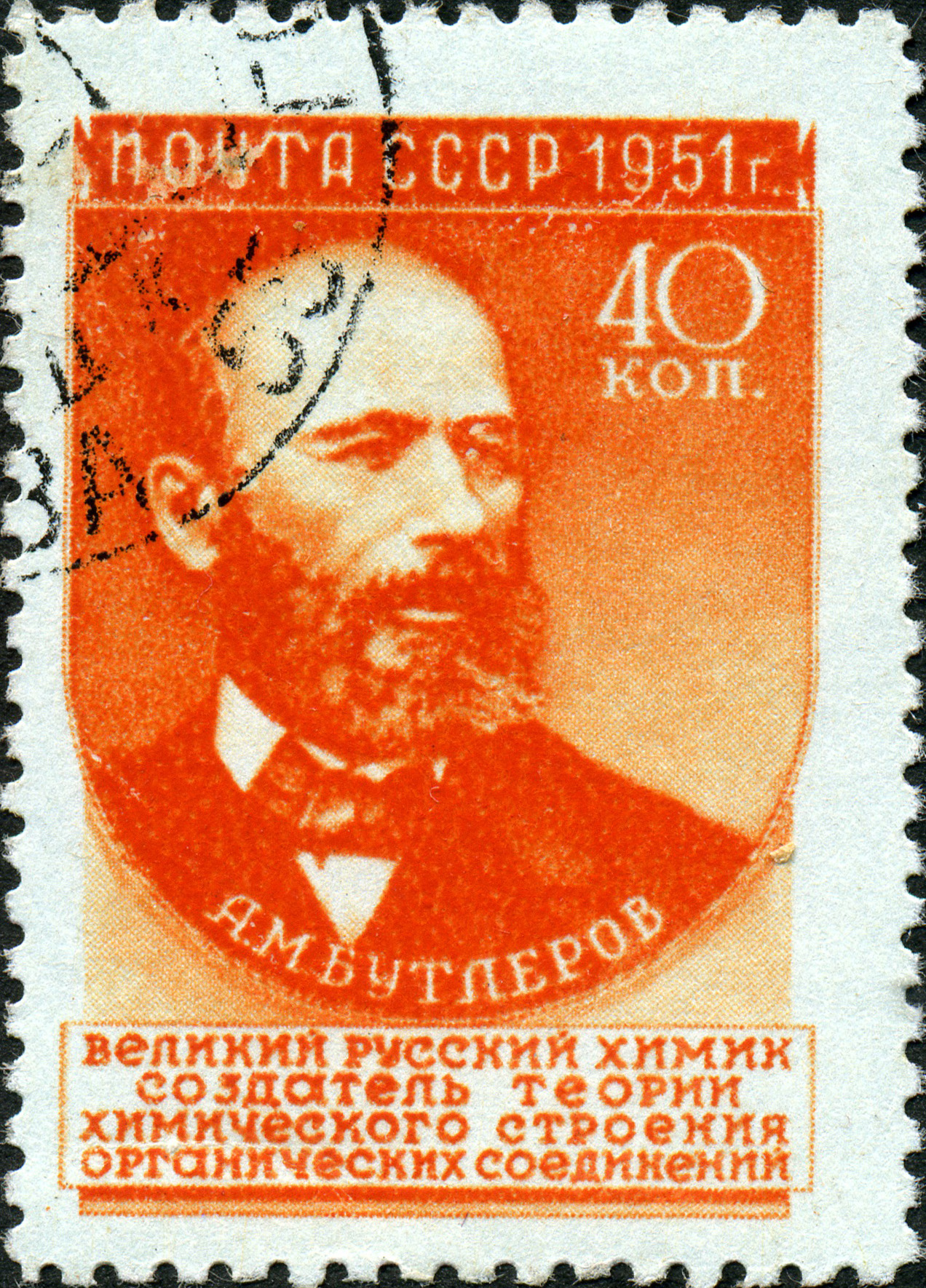
Timbre soviétique à l'effigie d'A. M. Boutlerov (1951)